# Montivernage
Montivernage é uma comuna francesa na região administrativa de Borgonha-Franco-Condado, no departamento de Doubs. Estende-se por uma área de 3,34 km². Em 2010 a comuna tinha 27 habitantes (densidade: 8,1 hab./km²).